# Lễ đăng quang của Charles III và Camilla của Anh
Lễ đăng quang của Charles III và phối ngẫu, Camilla, trở thành Quốc vương và Vương hậu của Vương quốc Liên hiệp Anh và Bắc Ireland và 14 vương quốc khác thuộc Khối Thịnh vượng chung được lên kế hoạch tổ chức vào thứ Bảy, ngày 06 tháng 5 năm 2023 tại tu viện Westminster.
Quốc vương Charles III kế vị ngai vàng Vương quốc Anh sau khi Nữ vương Elizabeth II, mẹ của ông, băng hà ngày 08 tháng 9 năm 2022.

## Bối cảnh
Charles III ngay lập tức trở thành Quốc vương của Vương quốc Liên hiệp Anh và Bắc Ireland và 14 vương quốc khác thuộc Khối Thịnh vượng chung sau khi Nữ vương Elizabeth II, mẹ của ông, băng hà lúc 15 giờ 10 phút (giờ BST) ngày 08 tháng 9 năm 2022. Ông được tuyên bố là Quốc vương của Vương quốc Anh bởi Hội đồng tiếp quản ngôi vương vào ngày 10 tháng 9 năm 2022. Sau đó, các vương quốc thuộc khối thịnh vượng chung cũng ra tuyên bố ông là Nguyên thủ Quốc gia. 
Do vấn đề tuổi tác của cố Nữ vương Elizabeth II, Lễ đăng quang của Charles III đã được lên kế hoạch từ nhiều năm trước, dưới mật danh Operation Golden Orb (Chiến dịch Quả cầu vàng). Trong thời kỳ Nữ vương Elizabeth II trị vì, những cuộc họp cho chiến dịch được tổ chức ít nhất mỗi năm một lần, với sự tham dự của đại diện Chính phủ, Giáo hội Anh và cán bộ của Điện Clarence.

## Kế hoạch

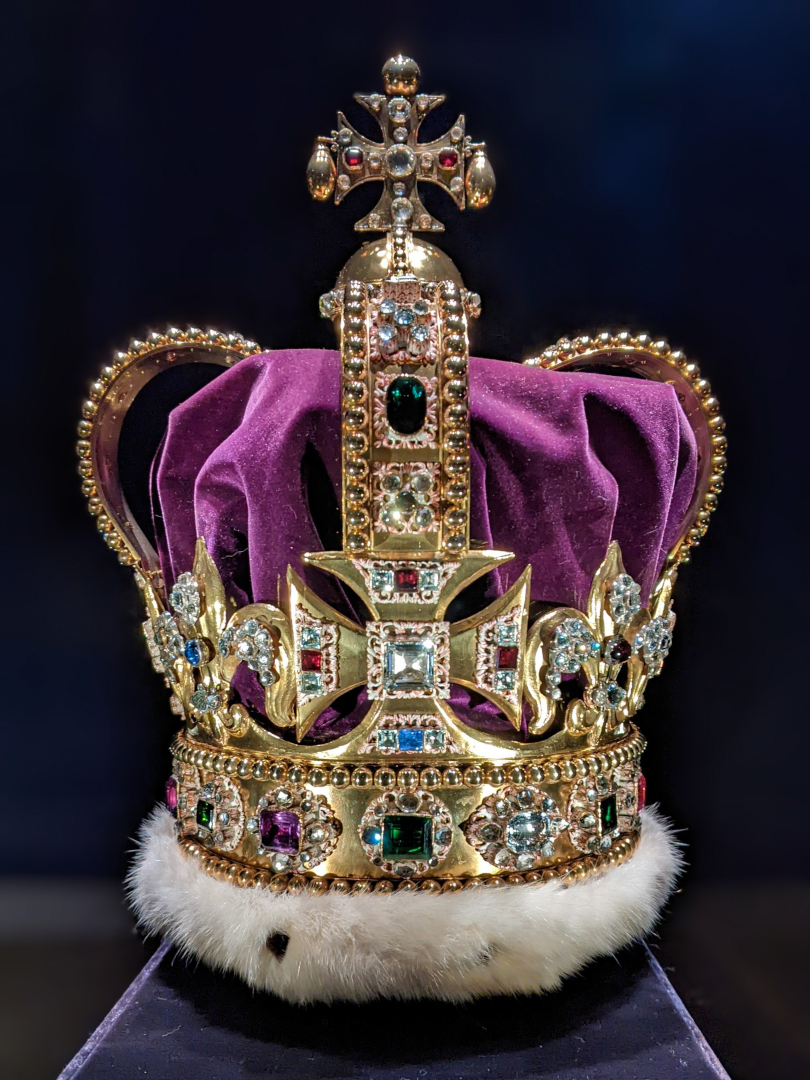
Vương miện Thánh Edward

Theo truyền thống, Công tước xứ Norfolk chịu trách nhiệm tổ chức buổi lễ dưới vai trò bá tước nguyên soái. Vị đương nhiệm hiện là Công tước thứ 18, Edward Fitzalan-Howard. Một ủy ban của Hội đồng Cơ mật sẽ thu xếp buổi lễ đăng quang.
Tháng 10 năm 2022, Vương thất Anh thông báo ngày tổ chức Lễ đăng quang của Quốc vương Charles III và Vương hậu Camilla: ngày thứ Bảy, 06 tháng 5 năm 2023 tại tu viện Westminster.  Điện Buckingham chọn ngày này để dành ra một khoảng thời gian phù hợp để bày tỏ lòng tiếc thương đối với sự ra đi của Cố Nữ vương Elizabeth II. Tháng 11 năm 2022, Chính phủ Anh tuyên bố sẽ có một ngày nghỉ lễ quốc gia kéo dài từ ngày 08 tháng 5 năm 2023 và hai ngày tiếp theo sau buổi lễ đăng quang. Ngày 21 tháng 01 năm 2023, điện Buckingham tiếp tục thông báo kế hoạch chi tiết cho buổi lễ và các hoạt động sau đó từ ngày 06 đến ngày 08 tháng 5 năm 2023.
Lễ đăng quang được kinh phí của Chính phủ Anh chi trả vì là một sự kiện tầm cỡ quốc gia. Chính phủ Anh cũng quyết định danh sách khách mời , bao gồm thành viên Vương thất Anh, Thủ tướng Anh, đại diện của Lưỡng viện Quốc hội, đại diện của Chính phủ các Vương quốc thuộc khối Thịnh vượng chung, thành viên vương thất các nước và các nguyên thủ quốc gia.  Sau buổi lễ, Quốc vương và Vương hậu dự kiến sẽ xuất hiện trước công chúng trên ban công của Cung điện Buckingham.
Lần đầu tiên trong lịch sử, một Văn phòng thỉnh cầu cho Lễ đăng quang được thành lập trực thuộc Văn phòng Nội các để phụ trách vấn đề thỉnh cầu để phụ trách vai trò lịch sử và nghi lễ tại lễ đăng quang, thay cho Tòa thỉnh cầu trong Lễ đăng quang của cố Nữ vương Elizabeth II.
Vào ngày tổ chức Lễ đăng quang, Quốc vương và Vương hậu sẽ di chuyển đến Tu viện Westminster bằng lễ rước, được gọi là "Lễ rước của Quốc vương". Nghi lễ được cử hành bởi Tổng giám mục Canterbury. Lễ đăng quang dự kiến sẽ bao gồm lễ tuyên thệ, lễ xức dầu, lễ trao các báu vật Hoàng gia và lễ tiếp quản ngai vàng (enthronement). Vương miện Thánh Edward sẽ được sử dụng để đội lên đầu vị Quốc vương mới đăng quang. Vương miện trước đó đã được đưa ra khỏi Tháp London vào tháng 12 năm 2022 để tinh chỉnh lại kích cỡ. Quốc vương cũng sẽ đội Vương miện Nhà nước Hoàng gia trong và sau buổi lễ. Vào tháng 9 năm 2022, chính quyền cũng tuyên bố hòn đá đăng quang (Stone of Scone) sẽ được di chuyển từ Phòng Đăng quang tại Lâu đài Edinburgh (Scotland) về London để phục vụ cho Lễ đăng quang và được mang về lại lâu đài sau buổi lễ.
Phối ngẫu của Charles III, Camilla, sẽ được tôn làm Vương hậu bên cạnh Quốc vương. Khi Thái tử Charles kết hôn Camilla vào năm 2005, Điện Clarence đã từng tuyên bố rằng Camilla sẽ không được mang danh hiệu "Vương hậu" khi Charles lên ngôi. Tuy nhiên, Charles từ lâu đã mong muốn rằng Camilla sẽ được tiếp nhận danh hiệu và được tôn làm Vương hậu bên cạnh ông. Tháng 02 năm 2022, cố Nữ vương Elizabeth II tuyên bố "mong muốn chân thành" của bà rằng Camilla sẽ được gọi là "Vương hậu" khi Charles lên ngôi. Lễ đăng quang này sẽ là lễ đăng quang đầu tiên cho một Vương hậu kể từ Lễ đăng quang của Elizabeth Bowes-Lyon (Vương mẫu Thái hậu) năm 1937. Quốc vương, Vương hậu và thành viên vương thất sẽ trở về Điện Buckingham trong một lễ rước lớn hơn, gọi là "Lễ rước đăng quang" trước khi xuất hiện trên ban công của cung điện của Cung điện Buckingham.
Vào ngày hôm sau, "Buổi hòa nhạc đăng quang" (the "Coronation Concert") sẽ được tổ chức tại khu vườn phía đông của Lâu đài Windsor. Cùng với phần trình diễn của các ca sĩ, nhạc công, diễn viên kịch và diễn viên truyền hình, chương trình cũng có phần trình diễn của "Dàn hợp xướng đăng quang" (The Coronation Choir) gồm những dàn hợp xướng cộng đồng và ca sĩ nghiệp dư như dàn hợp xướng người tị nạn, dàn hợp xướng NHS, nhóm hát của cộng đồng LGBTQ+, và dàn hợp xướng của những người khiếm thính. BBC sẽ chịu trách nhiệm sản xuất, tổ chức, và phát sóng sự kiện, và tổ chức một cuộc bốc thăm toàn quốc để lựa chọn những chủ nhân của những cặp vé tham dự sự kiện. Đội ngũ tình nguyện viên từ các tổ chức từ thiện của Quốc vương và Vương hậu cũng được huy động để giúp đỡ tổ chức chương trình. "Bữa ăn mừng Lễ Đăng quang" (the "Coronation Big Lunch"), tổ chức bởi đội ngũ và dự án Eden sẽ được tổ chức cùng ngày với Bữa ăn lớn và tiệc đường phố trên khắp Vương quốc Anh.
Ngày 08 tháng 5, sáng kiến the Big Help Out (sự giúp đỡ lớn) sẽ được tổ chức nhằm khuyến khích các hoạt động tình nguyện và cộng đồng. Hoạt động được tổ chức bởi liên hiệp Together tại Anh cùng với sự phối hợp của các nhóm hướng đạo, dịch vụ tình nguyện Vương thất và các nhóm đức tin khắp Vương quốc Anh.